# Cantonul Couhé
Cantonul Couhé este un canton din arondismentul Montmorillon, departamentul Vienne, regiunea Poitou-Charentes, Franța.

## Comune
| Comune         | Populație (1999) | Cod poștal | Cod INSEE |
| -------------- | ---------------- | ---------- | --------- |
| Anché          | 302              | 86700      | 86003     |
| Brux           | 677              | 86510      | 86039     |
| Ceaux-en-Couhé | 520              | 86700      | 86043     |
| Châtillon      | 210              | 86700      | 86067     |
| Chaunay        | 1 202            | 86510      | 86068     |
| Couhé          | 1 849            | 86700      | 86082     |
| Payré          | 973              | 86700      | 86188     |
| Romagne        | 875              | 86700      | 86211     |
| Vaux           | 693              | 86700      | 86278     |
| Voulon         | 339              | 86700      | 86296     |